# Jesús Gil Manzano
Jesús Gil Manzano (Don Benito, Badajoz; 4 de febrero de 1984) es un árbitro español de la primera división de España y Árbitro FIFA. Pertenece al Comité Territorial Extremeño de Árbitros de Fútbol.

## Trayectoria
Gil Manzano es licenciado en Ciencias Ambientales por la Universidad de Salamanca, también tiene un Máster en Prevención de Riesgos Laborales y otro Máster en Recursos Renovables e Ingeniería Energética por la Universidad de Extremadura. Actualmente estudia el Grado de Psicología por la UNED. Se inició como árbitro de fútbol en la temporada 1995/96, de forma fortuita, con tan solo 11 años, ya que su hermano Carlos, cinco años mayor que él, llegó a casa diciendo que quería ser árbitro. Este era muy tímido y convenció a Jesús para que le acompañara, ya que en su familia nadie había estado relacionado con el mundo del balompié. Jesús por aquellos años, practicaba atletismo, consiguiendo ser Campeón de Cross de Extremadura en categoría Cadete, Campeón de Extremadura en 3000 m y 10.º de España en 5000 m, además actuaba como portero en el equipo de fútbol del CEIP Ntra. Sra. del Pilar
de Don Benito.
Tras su paso por las divisiones regionales del balompié extremeño, ascendió a tercera división a la corta edad de 17 años, en la temporada 2001/2002, donde estuvo 5 temporadas. En Segunda B permaneció 3 temporadas, hasta que dio el salto a segunda división en la temporada 2009/10. 
En la categoría de plata del fútbol español arbitró 3 temporadas. El 11 de abril de 2010 arbitró el derbi murciano celebrado en el estadio Cartagonova, FC Cartagena VS Real Murcia CF (3-2). En su última temporada en dicha categoría dirigió el partido de vuelta de la promoción de ascenso a primera división de 2012, Agrupación Deportiva Alcorcón contra Hércules de Alicante Club de Fútbol (0-0). También estando en esta categoría, concretamente del 26 de abril al 5 de mayo de 2011, acudió como representante español, junto a los árbitros asistentes, Ángel Nevado Rodríguez y Miguel Martínez Munuera, al Curso de Excelencia Arbitral organizado por la UEFA , el cual tuvo lugar en Nyon (Suiza). Este curso consistía en potenciar la trayectoria de árbitros jóvenes con proyección internacional.
El 25 de agosto de 2012, con 28 años, debutó en primera división en el Málaga Club de Fútbol contra Real Club Deportivo Mallorca (1-1). Convirtiéndose así en el sexto colegiado extremeño en hacerlo.
El 6 de enero de 2013 dirige su primer derbi catalán, Fútbol Club Barcelona contra el RCD Espanyol (4-0), celebrado en el Camp Nou.
El 25 de octubre de 2014 tras dirigir partidos de gran trascendencia en la La Liga, dirige El Clásico en el estadio Santiago Bernabéu, Real Madrid Club de Fútbol contra Fútbol Club Barcelona (3-1). 
El 22 de mayo de 2016 actúa como cuarto árbitro en la final de la Copa del Rey de fútbol 2015-16 disputada entre Fútbol Club Barcelona y el Sevilla Club de Fútbol (2-0), en el estadio Vicente Calderón.
El 14 de agosto de 2016 en el estadio Sánchez Pizjuan arbitra la ida de la Supercopa de España de Fútbol 2016, Sevilla CF VS FC Barcelona (0-2). Convirtiéndose en el segundo árbitro extremeño en hacerlo tras José Luis Pajares Paz.
El 11 de enero de 2017 arbitra el Clásico Athletic–Barcelona (3-1), correspondiente a la vuelta de los octavos de final de Copa del Rey de fútbol 2016-17.
El 6 de enero de 2018 dirige su primer derbi sevillano, Sevilla CF VS Real Betis Balompié (3-5), jugado en el Estadio Ramón Sánchez Pizjuan.
El 21 de abril de 2018 dirige la Final de la Copa del Rey de fútbol 2017-2018, Sevilla CF VS FC Barcelona (0-5), jugada en el Wanda Metropolitano. Convirtiéndose en el segundo árbitro extremeño en hacerlo tras Fernando Carmona Méndez.
El 12 de mayo de 2018 actuó como árbitro asistente adicional en la final de la Copa de Grecia, el denominado Clásico de las águilas bicéfalas entre el PAOK Salónica FC y el AEK Atenas (2-0), partido que dirigió el andaluz David Fernández Borbalán.
El 12 de agosto de 2018 actúa como árbitro asistente de video en la Supercopa de España de Fútbol 2018, FC Barcelona VS Sevilla CF (1-2), la cual se disputó en el estadio de Tánger. Jesús se convirtió así en el primer árbitro en intervenir oficialmente con el VAR en competición española.
El 10 de febrero de 2019 debido a la gran rivalidad futbolística entre Olympiacos y P.A.O.K., la Superliga de Grecia solicitó a la Real Federación Española de Fútbol un árbitro español para dirigir el trascendental partido, siendo Jesús el elegido para arbitrar en el estadio La Tumba (3-1).

## Internacional
El 1 de enero de 2014 obtiene la escarapela de Árbitro FIFA, al igual que su asistente Ángel Nevado Rodríguez. Con ello, el colegiado dombenitense se convirtió en el árbitro internacional español más joven de la historia a sus 29 años.  
| Categoría                    | País          | Año   | Partidos |
| ---------------------------- | ------------- | ----- | -------- |
| Liga de Campeones de la UEFA | Unión Europea | 2016- | 5        |
| Liga Europa de la UEFA       | Unión Europea | 2014- | 16       |

El 24 de mayo de 2014 debutó como árbitro internacional, en el Pirelli Stadium, en el partido que enfrentó a la Selección de fútbol de Ucrania sub-19 contra la Selección de fútbol de Escocia sub-19 (0-0), partido clasificatorio para el Campeonato Europeo de la UEFA Sub-19 2014. 
El 17 de julio de 2014 arbitra el partido de clasificación a la Liga Europea de la UEFA entre el MFK Košice contra Football Club Slovan Liberec (0-1). Es el 15 de septiembre de 2016 cuando debuta en dicha competición en el Feyenoord contra Manchester United (1-0).
El 10 de abril de 2015 arbitra la semifinal de la Liga Juvenil de la UEFA, Associazione Sportiva Roma sub-19 contra Chelsea Football Club sub-19 (0-4).
El 1 de enero de 2016 se oficializó el primer ascenso del dombenitense dentro de las categorías internacionales, pasó del Second Group, que es desde donde empiezan los árbitro españoles, al First Group (2.ª categoría internacional).
El 1 de marzo de 2016 la UEFA anunció que Gil Manzano junto al madrileño Carlos del Cerro Grande formarían parte del equipo arbitral español cómo árbitros asistentes adicionales en la Eurocopa 2016, los otros tres componentes fueron los también madrileños Carlos Velasco Carballo (cómo árbitro principal) y sus dos asistentes habituales en Europa, Roberto Alonso Fernández y Juan Carlos Yuste Jiménez. En dicho torneo pitan un total de tres partidos. 
| Eurocopa 2016       | Eurocopa 2016           | Eurocopa 2016 | Eurocopa 2016    |
| Fecha               | Partido                 | Resultado     | Ronda            |
| ------------------- | ----------------------- | ------------- | ---------------- |
| 18 de junio de 2016 | Albania – Suiza         | 0-1           | Fase de grupos   |
| 22 de junio de 2016 | Eslovaquia – Inglaterra | 0-0           | Fase de grupos   |
| 22 de junio de 2016 | Croacia – Portugal      | 0-1           | Octavos de final |

El 27 de julio de 2016 arbitra el partido de ida tercera ronda de la fase de clasificación a la Liga de Campeones de la UEFA, entre el Fenerbahçe Spor Kulübü y el Association Sportive de Monaco Football Club (2-1). Es el 27 de septiembre de 2017 cuando debuta como árbitro principal en dicha competición en el RSC Anderlecht contra Celtic FC (0-3).
El 11 de octubre de 2016, fue el día que arbitró su primer partido oficial a selecciones nacionales absolutas, lo hizo en el estadio LFF, fue clasificatorio para la Copa Mundial de Fútbol de 2018, Selección de fútbol de Lituania contra Selección de fútbol de Malta (2-0). 
El 24 de febrero de 2017 la UEFA anunció que Gil Manzano ha sido elegido para representar a España en la Eurocopa Sub-21 de 2017 que se celebró en Polonia, los otros componentes fueron el también extremeño Ángel Nevado Rodríguez (cómo árbitro asistente 1), Diego Barbero Sevilla, Carlos Del Cerro Grande y Juan Martínez Munuera. En dicho torneo pitan un total de dos partidos. 
| Eurocopa Sub-21 de 2017 | Eurocopa Sub-21 de 2017    | Eurocopa Sub-21 de 2017 | Eurocopa Sub-21 de 2017 |
| Fecha                   | Partido                    | Resultado               | Ronda                   |
| ----------------------- | -------------------------- | ----------------------- | ----------------------- |
| 18 de junio de 2017     | Alemania – República Checa | 2-0                     | Fase de grupos          |
| 22 de junio de 2017     | Eslovaquia – Suecia        | 3-0                     | Fase de grupos          |

El 29 de mayo de 2018 se anuncia su ascenso a la máxima categoría otorgada por la UEFA, Grupo Élite.
El 10 de septiembre de 2018 debuta en la Liga de las Naciones de la UEFA B, Selección de fútbol de Suecia contra Selección de fútbol de Turquía (2-3).
El 14 de marzo de 2019 la FIFA anuncia que Jesús Gil Manzano representaría al arbitraje español en la Copa Mundial de Fútbol Sub-20 de 2019.
| Copa Mundial de Fútbol Sub-20 de 2019 | Copa Mundial de Fútbol Sub-20 de 2019 | Copa Mundial de Fútbol Sub-20 de 2019 | Copa Mundial de Fútbol Sub-20 de 2019 |
| Fecha                                 | Partido                               | Resultado                             | Ronda                                 |
| ------------------------------------- | ------------------------------------- | ------------------------------------- | ------------------------------------- |
| 27 de mayo de 2019                    | Honduras – Uruguay                    | 0-2                                   | Fase de grupos                        |
| 2 de junio de 2019                    | Italia – Polonia                      | 1-0                                   | Octavos de final                      |
| 14 de junio de 2019                   | Italia – Ecuador                      | 0-1                                   | 3.er y 4.º puesto                     |

El 21 de abril de 2021  la FIFA anuncia que Jesús Gil Manzano representaría al arbitraje español en la Copa América 2021.
| Copa América 2021   | Copa América 2021  | Copa América 2021 | Copa América 2021 |
| Fecha               | Partido            | Resultado         | Ronda             |
| ------------------- | ------------------ | ----------------- | ----------------- |
| 18 de junio de 2021 | Chile – Bolivia    | 1-0               | Fase de grupos    |
| 23 de junio de 2021 | Ecuador – Perú     | 2-2               | Fase de grupos    |
| 3 de julio de 2021  | Uruguay – Colombia | 0-0 (2:4 (p))     | Cuartos de final  |

## Temporadas
| Categoría            | País   | Años              | Partidos |
| -------------------- | ------ | ----------------- | -------- |
| Segunda división "B" | España | 2006 - 2009       | 45       |
| Segunda división     | España | 2009 - 2012       | 70       |
| Primera división     | España | 2012 - Actualidad | 137      |

## Premios
- Trofeo Vicente Acebedo: 2018